# Cooka iowensis
Cooka iowensis är en tvåvingeart som beskrevs av Cook 1975. Cooka iowensis ingår i släktet Cooka och familjen dyngmyggor.
Artens utbredningsområde är Iowa. Inga underarter finns listade i Catalogue of Life.